# ヘル・フィールド ナチスの戦城
『ヘル・フィールド ナチスの戦城』（ヘルフィールド ナチスのせんじょう、Ghosts of War）は2020年のイギリスのホラー映画。監督はエリック・ブレス、出演はブレントン・スウェイツとテオ・ロッシなど。第二次世界大戦末期のフランスを舞台に、ナチスが占拠していた城の見張りに派遣された5人の米兵が襲われる怪現象を描いた戦争アクションホラー。
本作は本国イギリスでも劇場公開されず、ディレクTVで2020年6月18日にリリースされた後、同年7月17日からオンデマンド配信された。
また、日本国内でも劇場公開されず、2020年11月6日にDVDが発売された。

## ストーリー
第二次世界大戦中のフランス。米軍兵士5人がナチスによって占領されていた城に派遣されることになった。「さして危険な任務でもあるまい」と思って現地へ向かった5人だったが、そこで待ち受けていたのは敵軍よりもはるかに恐ろしく厄介なものであった。

## キャスト
- クリス: ブレントン・スウェイツ
- カーク: テオ・ロッシ
- ユジーン: スカイラー・アスティン（英語版）
- タッペルト: カイル・ガルナー
- ブッチー: アラン・リッチソン
- エンゲル医師: ビリー・ゼイン
- ミスター・ヘルウィグ: ショーン・トーブ

## 製作・音楽
2017年2月6日、ブレントン・スウェイツが本作に出演することになったと報じられた。3月2日、スカイラー・アスティンの起用が発表された。同月中旬、本作の主要撮影がブルガリアで始まった。21日、テオ・ロッシがキャスト入りした。
2018年5月19日、マイケル・サビーが本作で使用される楽曲を手掛けるとの報道があった。2020年7月17日、フィルムトラックスが本作のサウンドトラックを発売した。

## マーケティング
2017年5月17日、本作の劇中写真が初めて公開された。2020年6月12日、本作のオフィシャル・トレイラーが公開された。

## 評価
本作に対する批評家からの評価は伸び悩んでいる。映画批評集積サイトのRotten Tomatoesには41件のレビューがあり、批評家支持率は39%、平均点は10点満点で4.7点となっている。サイト側による批評家の見解の要約は「『ヘル・フィールド ナチスの戦城』は第二次世界大戦を題材にしたドラマと超常現象ホラーをブレンドした作品だが、その結果は思わしくない。ブレンドしない方が良いものもあるということを証明する作品になった。」となっている。また、Metacriticには8件のレビューがあり、加重平均値は38/100となっている。